# Municipio de Smyrna (condado de Robeson)
El municipio de Smyrna (en inglés: Smyrna Township) es un municipio ubicado en el  condado de Robeson en el estado estadounidense de Carolina del Norte. En el año 2000 tenía una población de 2.083 habitantes.

## Geografía
El municipio de Smyrna se encuentra ubicado en las coordenadas 34°33′26.17″N 79°1′57.4″O / 34.5572694, -79.032611.